# Dom przedpogrzebowy

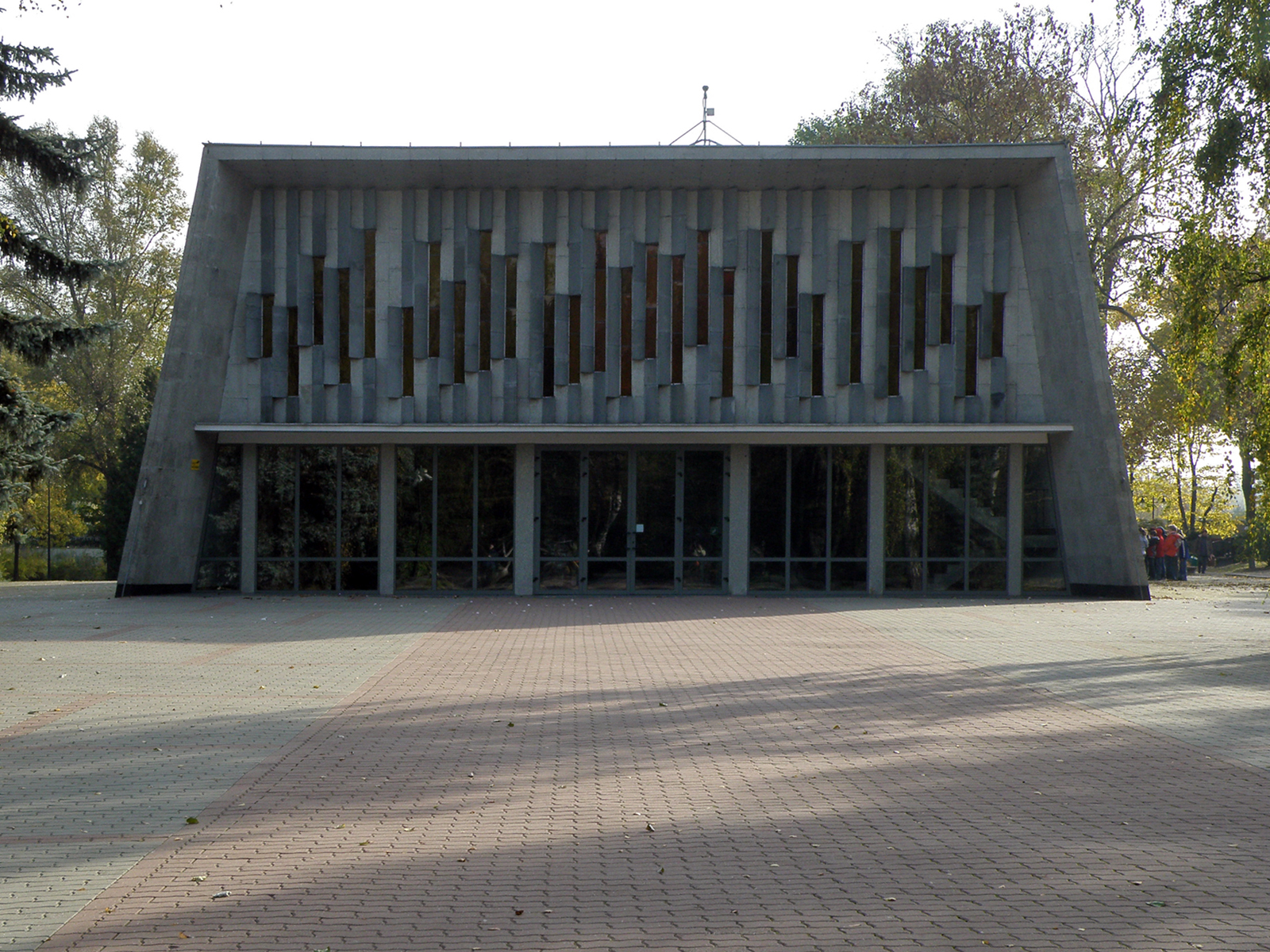
Dom przedpogrzebowy na cmentarzu Wojskowym na Powązkach w Warszawie

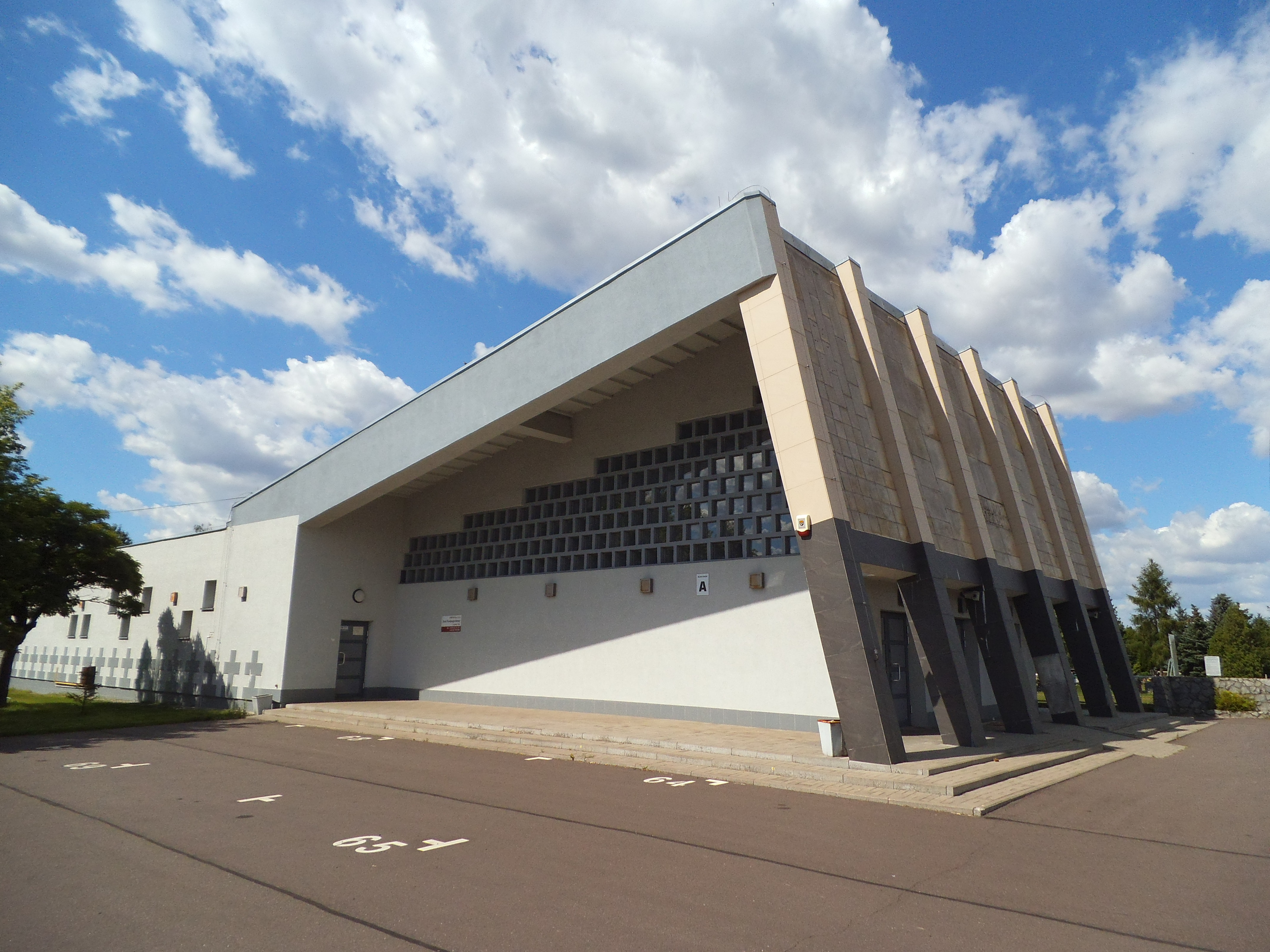
Dom przedpogrzebowy na Centralnym Cmentarzu Komunalnym w Toruniu

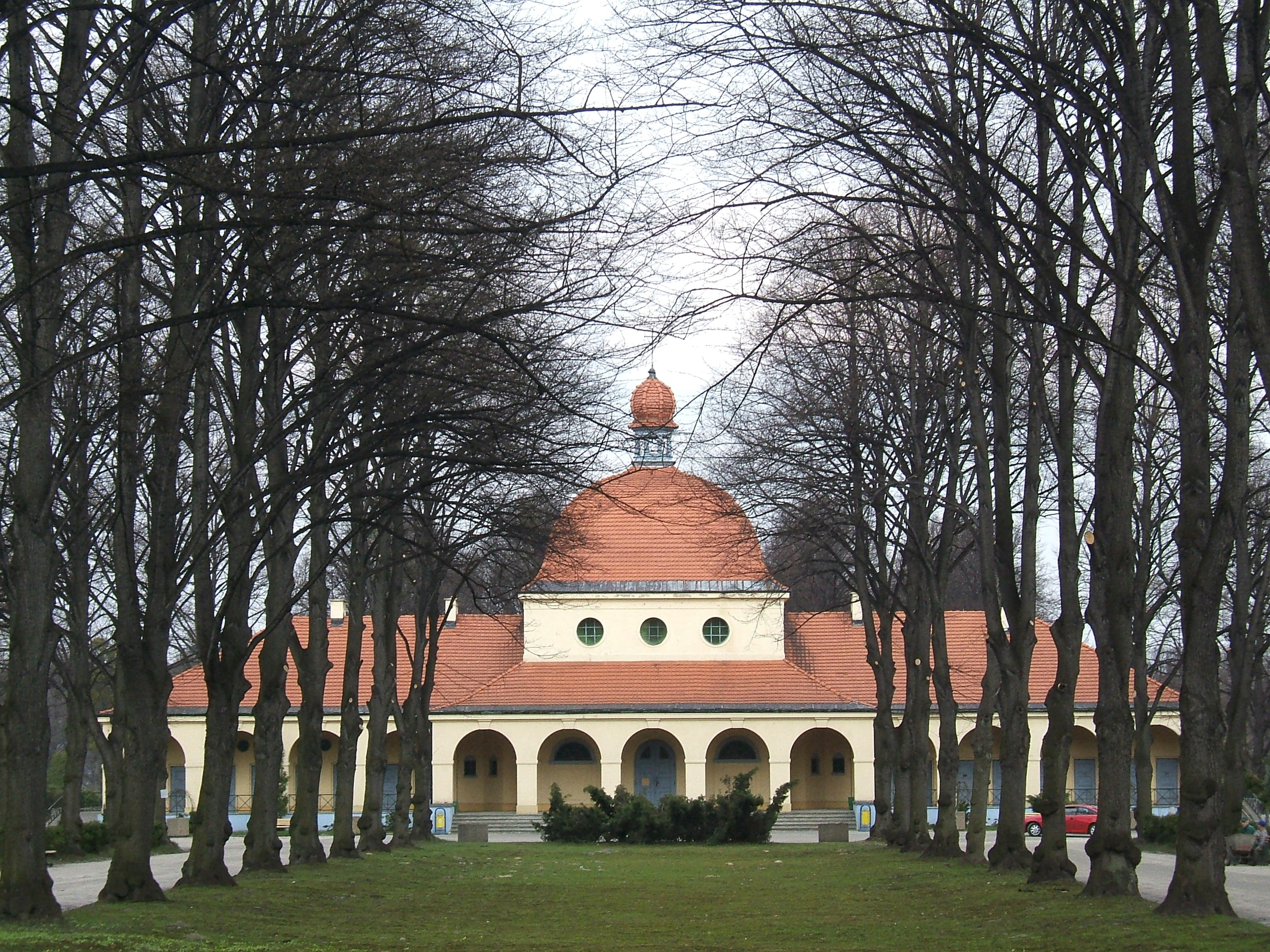
Dom przedpogrzebowy na Centralnym Cmentarzu Komunalnym w Gliwicach

Dom przedpogrzebowy (również dom pogrzebowy) – budynek pełniący funkcje pogrzebowe o charakterze świeckim.

## Historia
Istnienie domów przedpogrzebowych wywodzi się z kultury żydowskiej i judaizmu, które nakazywały aby ciało osoby zmarłej przed pochówkiem było przechowywane poza pomieszczeniami mieszkalnymi. W tym celu budowano specjalne obiekty, które lokalizowano na terenie nekropolii i które działały według ściśle ustalonego prawa wyznaniowego. Współcześnie rozumiane pojęcie domu przedpogrzebowego powstało w okresie, gdy rozpoczęto organizowanie nekropolii wielowyznaniowych lub zarządzanych przez organizacje społeczne lub jednostki samorządu terytorialnego. Ich podstawowa funkcja jest podobna do dawnej działalności kaplic cmentarnych, jednakże ma ona charakter świecki. Nie wyklucza to organizowania w domach przedpogrzebowych pożegnań przebiegających z określonym rytem religijnym.

## Działalność
Do podstawowych funkcji domu przedpogrzebowego należy przechowywanie zwłok lub szczątków ludzkich w czasie poprzedzającym ceremonię pogrzebową, jest świeckim odpowiednikiem kaplicy pogrzebowej i ze względu na swoje przeznaczenie często jest ulokowany w pobliżu cmentarza. Wyposażenie takiego obiektu musi umożliwiać przechowywanie zwłok w warunkach chłodniczych, przygotowanie ich do ceremonii pogrzebowych tj. specjalne stoły na których zmarli są ubierani i poddawani tanatokosmetyce. Znajduje się tam sala pożegnań umożliwiająca wystawienie trumny lub urny, ewentualnie ekspozycję pożegnalną zmarłego w stałej temperaturze otoczenia. Dom przedpogrzebowy powinien posiadać wszelkie udogodnienia architektoniczne, które pozwalają na wyprowadzenie ciała z poszanowaniem dla osoby zmarłej tj. pochylnie, rampy dla karawanów.  

## Uregulowanie prawne
W Polsce budynek taki musi spełniać wymagania, które zostały określone w obowiązujących przepisach prawnych, do których należą:
- Ustawa z dnia 31 stycznia 1959 r. o cmentarzach i chowaniu zmarłych (Dz.U. z 2024 r. poz. 576);
- Rozporządzenie Ministra Zdrowia z dnia 23 marca 2011 r. w sprawie sposobu przechowywania zwłok i szczątków (Dz.U. z 2011 r. nr 75, poz. 405).

Regulują one wymagania sanitarne, które powinny być spełniane podczas działalności domu przedpogrzebowego, a także warunki, w których powinny być przechowywane ciała lub szczątki. Często władze lokalne w oparciu o obowiązujące prawo ustanawiają dodatkowe regulaminy korzystania z obiektów.